# Kristian I av Anhalt-Bernburg
Kristian I av Anhalt-Bernburg, född 11 maj 1568, död 17 april 1630, furste av Anhalt-Bernburg från 1603.
Kristian blev inte långt efter sitt inträdande i den kurpfalziska tjänsten år 1595 kurfurstens främsta rådgivare. Han medverkade även aktivt vid tillkomsten av Evangeliska unionen som grundades år 1608 och rådde kurfurst Fredrik V att tacka ja till Böhmens krona. Vid slaget på Vita Berget år 1620 är han också nämnvärd då han förde befälet för Fredrik V:s mannar. Han försonades snart med kejsaren och ägnade sina sista år åt styrelsen av sitt furstendöme.